# Ḫedammu
Ḫedammu, hurritisch Apše („Schlange“) genannt, ist ein fürchterlicher Meeresdrache der hurritisch-hethitischen Mythologie, der an der syrischen Küste sein Unwesen trieb.
Ḫedammu ist der Sohn des Gottes Kumarbi und der Meerestochter Šertapšuruḫi. Der Meeresdrache besaß einen gewaltigen Appetit und hätte auch beinahe die Göttin Ištar/Šawoška verspeist, doch unterlag er letztlich ihren Verführungskünsten.